# Lithium-Nephropathie
Die Lithium-Nephropathie ist eine Nierenerkrankung, die bei der Lithiumtherapie bipolarer Störungen auftreten kann. Die häufigste Nebenwirkung dieser Behandlung ist ein nephrogener Diabetes insipidus, der bei ca. 40 % der Behandelten auftritt. Innerhalb von Wochen kommt es zu einer vermehrten Ausscheidung von Wasser und Natrium über die Nieren, die Folgen sind ein milder Wassermangel (Dehydratation) und eine Übersäuerung des Blutes (Azidose). Nach jahrzehntelanger Behandlung mit Lithium kann es zu einer Verminderung der glomerulären Filtrationsrate und zu einer chronischen Nierenschädigung kommen. Bei Patienten, die mit Lithium behandelt werden, beträgt die Prävalenz eines chronischen Nierenschadens etwa 1,2 %; gegenüber der Normalbevölkerung ist das Risiko, an einem dialysepflichtigen Nierenversagen zu erkranken, um das ca. 6-fache erhöht. Lithium dringt im Sammelrohr über den epithelialen Natriumkanal in die Prinzipalzellen ein und hemmt dort Signalwege, in die das Enzym Glykogensynthase-Kinase Typ 3 beta involviert ist. Dies führt zu einer gestörten Regulation des Wasserkanals Aquaporin 2. Vorbeugung und Behandlung der Lithium-Nephropathie erfolgen mit dem Diuretikum Amilorid. Amilorid blockiert den epithelialen Natriumkanal und verhindert so das Eindringen von Lithium in die Prinzipalzelle. Bislang existieren aber noch keine Langzeitbeobachtungen zur Therapie der Lithium-Nephropathie mit Amilorid.